# Ricardo Gomes Junior
Ricardo Gomes Junior (ur. 16 kwietnia 1984) – brazylijski futsalista, zawodnik z pola, występuje obecnie w Wiśle Krakbet Kraków. 
Przed sezonem 2011/2012 Ricardinho dołączył do drużyny Pogoń 04 Szczecin. Wcześniej był zawodnikiem portugalskich drużyn - Mogadouro i Chaves Futsal. Od początku sezonu 2013/2014 jest zawodnikiem Wisły Krakbet Kraków. Z krakowskim klubem w tym samym sezonie zdobył Puchar Polski. Na początku sezonu 2014/2015 zdobył Superpuchar Polski.